# Viguieranthus brevipennatus
Viguieranthus brevipennatus är en ärtväxtart som beskrevs av Villiers. Viguieranthus brevipennatus ingår i släktet Viguieranthus och familjen ärtväxter. Inga underarter finns listade i Catalogue of Life.